# John Murdock
John Murdock ou John Murdoch est un homme d'affaires et politicien québécois né le 28 octobre 1888 à Sainte-Anne-de-Chicoutimi (aujourd'hui Chicoutimi-Nord) et mort le 2 octobre 1963, dans la même ville.

## Biographie

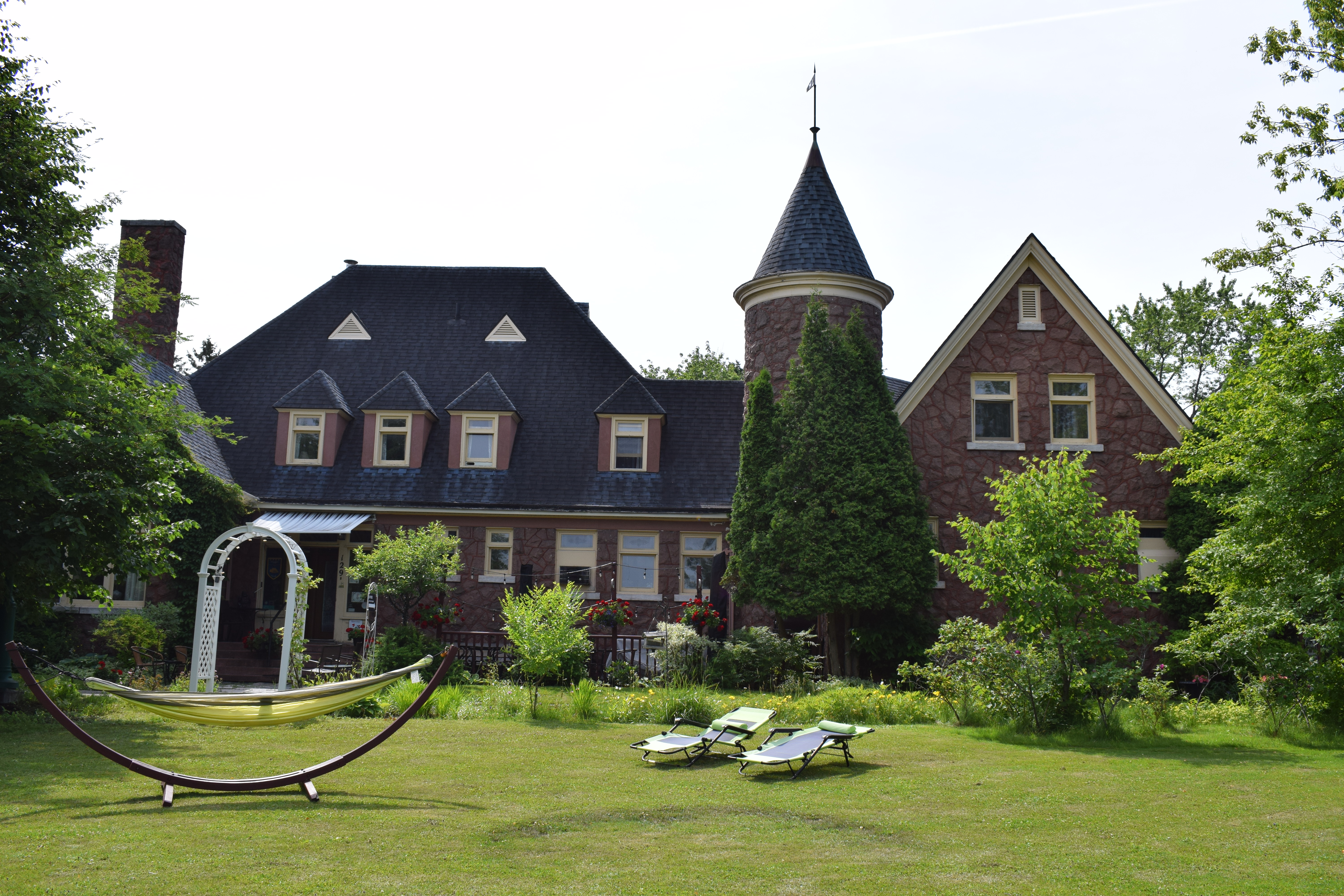
Le bâtiment construit par John Murdock connu sous le nom de « Château Murdock »

Débutant comme assistant-mesureur de bois pour la compagnie Price sur le chantier de la Rivière aux Écorces puis comme mesureur de bois pour la Compagnie de Pulpe de Chicoutimi de 1903 à 1913, son sens des affaires l'emmène à acquérir sa propre concession forestière sur la rivière du Moulin durant les années 1910 puis à accepter des contrats de la Québec Pulp qui lui permettront de bâtir une fortune. Il sera à la tête d'un empire forestier, immobilier et un grand actionnaire de compagnies d'assurances. De 1926 à 1933, il est conseiller municipal pour la ville de Chicoutimi. En 1949, il achète une ferme appartenant à une dame du nom de Marie Dubuc, veuve de Julien-Édouard-Alfred Dubuc, sur laquelle il fait bâtir, jusqu'à complétion en 1950, une importante demeure dans un style architectural régionaliste qui sera appelée populairement le « château Murdock », reconnue depuis 2012 comme site patrimonial avec la Loi sur la patrimoine culturel.